# Parafia św. Apostołów Piotra i Pawła w Steblowie
Parafia św. Apostołów Piotra i Pawła w Steblowie – parafia rzymskokatolicka, znajdująca się w diecezji opolskiej, w dekanacie Krapkowice.